# Estron
Estron (łac. estronum) – organiczny związek chemiczny, ketonowo – hydroksylowa pochodna estranu. Jest steroidowym estrogenem o działaniu podobnym do estradiolu.
Jest to pierwszy żeński hormon płciowy, odkryty w 1929 przez późniejszego profesora Politechniki Gdańskiej Adolfa Butenandta. Za prace nad hormonami płciowymi Butenandt został uhonorowany w 1939 Nagrodą Nobla.